# Русские ворота (Каменец-Подольский)
Русские ворота (укр. Руська брама) — достопримечательность Каменца-Подольского. Располагаются на берегу каньона речки Смотрич.

## История

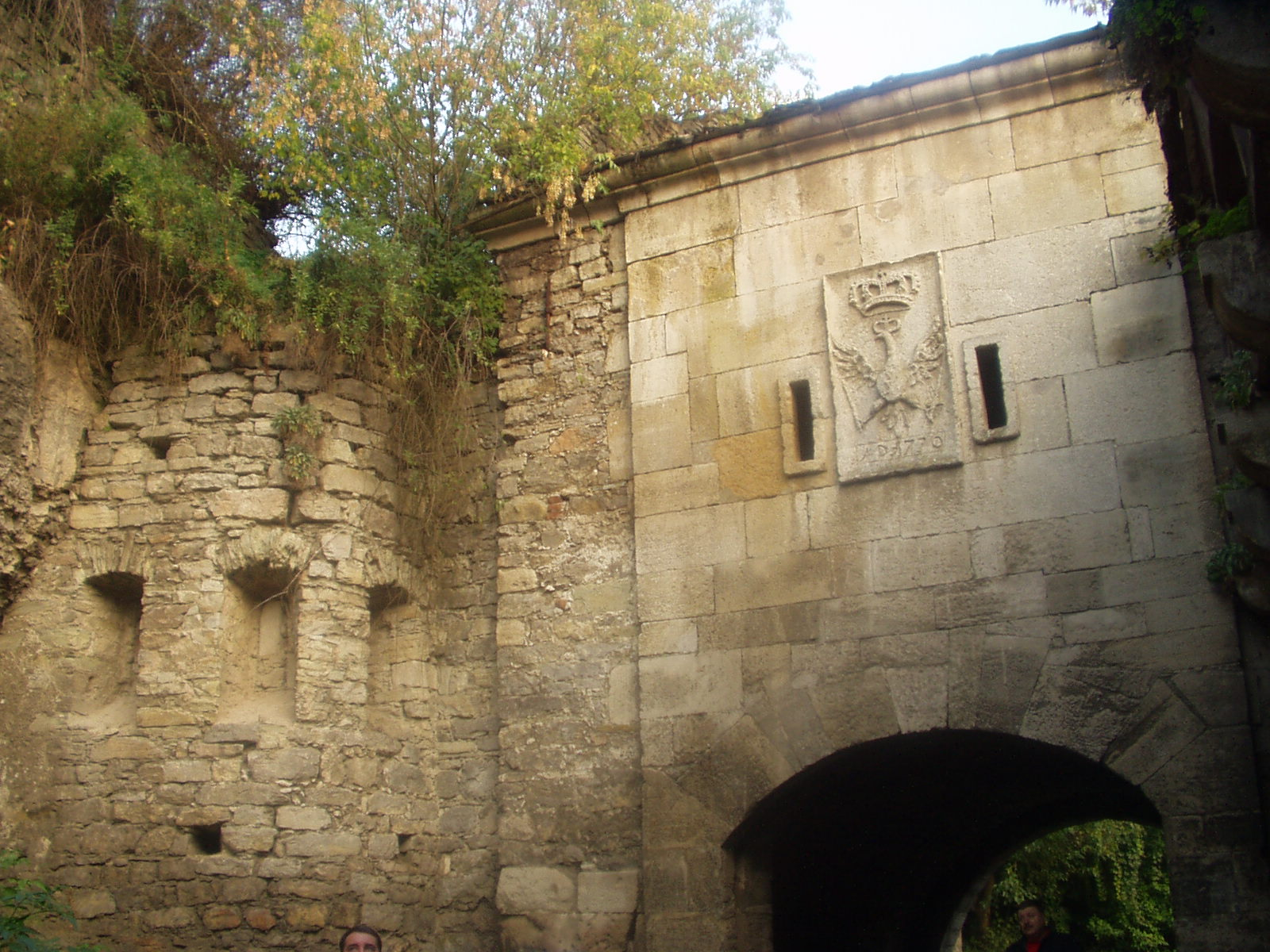
Элемент архитектуры

Их строительство началось ещё в XV веке и было продолжено в 30-40-х годах XVI века. В целом аналогичны Польским воротам Каменца-Подольского.
Архитектурный ансамбль состоял из восьми башен, барбакана и соединявших их оборонительных стен общей протяжённостью 230 метров, которые полностью пересекали 90-метровый каньон. В месте пересечения русла реки в стене были сделаны шлюзы. Они входили в состав общей гидрофортификационной системы города, который лежал на острове. В случае необходимости шлюзы закрывали, и вода поднималась, делая остров ещё более неприступным.
Комплекс «Русские ворота» не имеет аналогов в Восточной Европе.